# Phelsuma robertmertensi
Phelsuma robertmertensi là một loài thằn lằn trong họ Gekkonidae. Loài này được Meier mô tả khoa học đầu tiên năm 1980.